# Elecciones provinciales de Río Negro de 2023
Las elecciones generales de la provincia de Río Negro de 2023 se realizaron el domingo 16 de abril, con el objetivo de renovar los cargos de Gobernador y Vicegobernador, así como 46 legisladores provinciales, 22 por representación poblacional y 24 fueron elegidos por los 8 circuitos electorales en los que se dividía la provincia, cada uno de los cuales aportó 3 legisladores. Los candidatos a gobernador se oficializaron el 23 de febrero.

## Reglas electorales

### Cargos a elegir
Las elecciones se realizaron bajo el texto constitucional sancionado el 3 de junio de 1988, siendo los octavos comicios provinciales que tenían lugar bajo dicha carta magna provincial. La misma establecía los siguientes cargos y procedimientos de elección:
- Gobernador y vicegobernador electos por mayoría simple.
- 46 legisladores, la totalidad de los miembros de la Legislatura Provincial:
  - 22 legisladores electos por toda la provincia por sistema d'Hondt con un piso electoral de 5%.
  - 24 legisladores electos en 8 circuitos electorales de 3 legisladores cada uno por sistema d'Hondt con un piso electoral de 5%.

### Renovación legislativa
| Alto Valle Centro Alto Valle Este Alto Valle Oeste Andino Atlántico Línea Sur Valle Inferior Valle Medio | Alto Valle Centro Alto Valle Este Alto Valle Oeste Andino Atlántico Línea Sur Valle Inferior Valle Medio | Alto Valle Centro Alto Valle Este Alto Valle Oeste Andino Atlántico Línea Sur Valle Inferior Valle Medio | Alto Valle Centro Alto Valle Este Alto Valle Oeste Andino Atlántico Línea Sur Valle Inferior Valle Medio |
| Circuito                                                                                                 | Legisladores circuitales                                                                                 | Legisladores poblacionales                                                                               | Total |
| --- | --- | --- | --- |
| Alto Valle Centro                                                                                        | 3 | 22 | 46 |
| Alto Valle Este                                                                                          | 3 | 22 | 46 |
| Alto Valle Oeste                                                                                         | 3 | 22 | 46 |
| Andino                                                                                                   | 3 | 22 | 46 |
| Atlántico                                                                                                | 3 | 22 | 46 |
| Línea Sur                                                                                                | 3 | 22 | 46 |
| Valle Inferior                                                                                           | 3 | 22 | 46 |
| Valle Medio                                                                                              | 3 | 22 | 46 |
| Total | 24 | 22 | 46 |

## Candidatos
| Logo | Logo | Partido / Coalición                            | Partidos en la coalición | Candidato a gobernador                                                           | Candidato a gobernador                                                           | Candidato a vicegobernador | Candidato a vicegobernador  |
| --- | --- | ---------------------------------------------- | --- | -------------------------------------------------------------------------------- | -------------------------------------------------------------------------------- | -------------------------- | --------------------------- |
| | | Juntos Somos Río Negro                         | Ver partidos: - Juntos Somos Río Negro - Movimiento Patagónico Popular - Todos Somos Oro - Movimiento Vecinal de Integración y Cambio               |                                                                                  | Alberto Edgardo Weretilneck                                                      |                            | Pedro Oscar Pesatti         |
| | Logo Nos une Río Negro                                                                                             | Nos Une Río Negro                              | Ver partidos: - Partido Justicialista - Nuevo Encuentro por la Democracia y la Equidad - Partido Victoria Popular                                   |                                                                                  | Alberto Edgardo Weretilneck                                                      |                            | Pedro Oscar Pesatti         |
| | | Unión Cívica Radical                           | Partido sin alianza |                                                                                  | Alberto Edgardo Weretilneck                                                      |                            | Pedro Oscar Pesatti         |
| - Senador nacional (2019-presente) - Gobernador de Río Negro (2012-2019) - Vicegobernador de Río Negro (2011-2012) | - Senador nacional (2019-presente) - Gobernador de Río Negro (2012-2019) - Vicegobernador de Río Negro (2011-2012) | Unión Cívica Radical                           | Partido sin alianza | - Intendente de Viedma (2019-presente) - Vicegobernador de Río Negro (2014-2019) | - Intendente de Viedma (2019-presente) - Vicegobernador de Río Negro (2014-2019) |                            |                             |
| | | Cambia Río Negro                               | Ver partidos: - Propuesta Republicana - Coalición Cívica ARI                                                                                        |                                                                                  | Aníbal Antonio Tortoriello                                                       |                            | Juan Pablo Álvarez Guerrero |
| - Diputado Nacional (2021-presente)                                                                                | | Cambia Río Negro                               | Ver partidos: - Propuesta Republicana - Coalición Cívica ARI                                                                                        |                                                                                  |                                                                                  |                            |                             |
| | Logo vamos con todo                                                                                                | Vamos con Todos                                | Ver partidos: - Comunidad Organizada - Partido del Trabajo y del Pueblo - Partido del Trabajo y la Equidad                                          |                                                                                  | Silvia Renee Horne                                                               |                            | Leandro Costa Brutten       |
| - Diputada Nacional (2015-2019)                                                                                    | Logo vamos con todo                                                                                                | Vamos con Todos                                | Ver partidos: - Comunidad Organizada - Partido del Trabajo y del Pueblo - Partido del Trabajo y la Equidad                                          |                                                                                  |                                                                                  |                            |                             |
| | | Primero Río Negro                              | Partido sin alianza | [[File:Ariel Rivero, Campo Grande.png\|150px\|alt={{{Alt\|{{{descripción}}}]]    | Sergio Ariel Rivero                                                              |                            | Sylvia Margarita Astuena    |
| - Intendente de Campo Grande (2003-2011)                                                                           | | Primero Río Negro                              | Partido sin alianza |                                                                                  |                                                                                  |                            |                             |
| | [[File:Unidad Ciudadana.svg\|300px\|alt={{{Alt\|{{{descripción}}}]]                                                | Unidad para la Victoria                        | Ver partidos: - Frente Grande - Kolina |                                                                                  | Gustavo Federico Casas                                                           |                            | Luisa Ester Villarroel      |
| | | Unidad para la Victoria                        | Ver partidos: - Frente Grande - Kolina |                                                                                  |                                                                                  |                            |                             |
| | | Somos Unidad Popular y Social                  | Ver partidos: - Partido Socialista - Instrumento Electoral por la Unidad Popular - Somos                                                            |                                                                                  | Anibal Rafael Zamaro                                                             |                            | Marcela Alejandra Roca      |
| | | Somos Unidad Popular y Social                  | Ver partidos: - Partido Socialista - Instrumento Electoral por la Unidad Popular - Somos                                                            |                                                                                  |                                                                                  |                            |                             |
| | | Frente de Izquierda y de Trabajadores - Unidad | Ver partidos: - La Izquierda de los Trabajadores - Partido Obrero - Izquierda por una Opción Socialista - Movimiento Socialista de los Trabajadores |                                                                                  | Gabriel Adrian Musa                                                              |                            | Cecilia Monica Carrasco     |
| | | Frente de Izquierda y de Trabajadores - Unidad | Ver partidos: - La Izquierda de los Trabajadores - Partido Obrero - Izquierda por una Opción Socialista - Movimiento Socialista de los Trabajadores |                                                                                  |                                                                                  |                            |                             |
| | | Podemos Proyectar Río Negro                    | Ver partidos: - Renovación y Desarrollo Social (REDES) - Movimiento de Apertura Democrática                                                         |                                                                                  | Diego N.Gabriel Di Tullio                                                        |                            | Hugo Norberto Cecchini      |
| | | Podemos Proyectar Río Negro                    | Ver partidos: - Renovación y Desarrollo Social (REDES) - Movimiento de Apertura Democrática                                                         |                                                                                  |                                                                                  |                            |                             |
| | | Movimiento al Socialismo                       | Partido sin alianza |                                                                                  | Aurelio Manuel Vázques                                                           |                            | Dora Beatriz Rivera         |
| | | Movimiento al Socialismo                       | Partido sin alianza |                                                                                  |                                                                                  |                            |                             |

## Encuestas
| Fecha                    | Encuestadora            | JSRN                | JxC                | FdT          | 1RN          | UpV           | FIT-U        | Otros | Blanco | Indecisos |
| Fecha                    | Encuestadora            | Alberto Weretilneck | Aníbal Tortoriello | Silvia Horne | Ariel Rivero | Gustavo Casas | Gabriel Musa | Otros | Blanco | Indecisos |
| ------------------------ | ----------------------- | ------------------- | ------------------ | ------------ | ------------ | ------------- | ------------ | ----- | ------ | --------- |
| Fecha                    | Encuestadora            |                     |                    |              |              |               |              | Otros | Blanco | Indecisos |
| 13 - 18 de marzo de 2023 | Consultora Tendencias   | 39,6                | 15,4               | 14,3         | 4,3          | 2,4           | 3,8          | 1,9   | 5,8    | 12,5      |
| 6 - 10 de abril de 2023  | CB Consultora           | 39,2                | 20,8               | 10,3         | 4,1          | 3,7           | 2,9          | 2,7   | 5,8    | 10,5      |
|                          |                         |                     |                    |              |              |               |              |       |        |           |
| 16 de abril de 2023      | Elecciones provinciales | 42,38               | 23,84              | 10,63        | 9,17         | 4,68          | 2,99         | 6,38  | 6,73   |           |

## Resultados

### Gobernador y Vicegobernador
|  | 31,38 % |

|  | 11,05 % |

|  | 42,43 % |

|  | 23,86 % |

|  | 10,54 % |

|  | 9,18 % |

|  | 4,63 % |

|  | 3,22 % |

|  | 2,97 % |

|  | 1,70 % |

|  | 1,47 % |

|  | 90,44 % |

|  | 6,74 % |

|  | 2,82 % |

|  | 68,15 % |

|  | 100 % |

### Legislatura
| Partido/Alianza       | Partido/Alianza                                | Legisladores poblacionales | Legisladores poblacionales | Legisladores poblacionales | Legisladores poblacionales | Legisladores circuitales | Legisladores circuitales | Legisladores circuitales | Bancas totales |
| Partido/Alianza       | Partido/Alianza                                | Votos                      | %                          | Bancas                     | Candidatos | Votos                    | %                        | Bancas                   | Bancas totales |
| --------------------- | ---------------------------------------------- | -------------------------- | -------------------------- | -------------------------- | --- | ------------------------ | ------------------------ | ------------------------ | -------------- |
|                       | Juntos Somos Río Negro                         | 85.592                     | 24,06                      | 6/22                       | Ver candidatos: 1. Facundo Manuel López 2. Natalia Emilia Reynoso 3. Juan Elbi Cides 4. María Marcela Rossio 5. Daniel Horacio Sanguinetti 6. María Andrea Escudero 7. Gerardo Fabián Rudolph 8. Julia Elena Fernández 9. Mariano Lavin 10. Sandra Isabel Recalt 11. Alejandro Ramos Mejía 12. Agustina Sol Fernández 13. Néstor Osvaldo Ayuelef 14. María Elena Quiroga 15. Juan José Deco 16. Elizabeth Beatriz Mereles Morales 17. Javier Enrique Garavaglia 18. Cecilia Verónica Roldán 19. Oscar Fernando Henríquez 20. Micaela del Valle Ormeño 21. Gregorio Ángel Quiñenao 22. Ana Lía Floriani        | 101.159                  | 29,39                    | 13/24                    | 19/46          |
|                       | Cambia Río Negro                               | 79.767                     | 22,43                      | 6/22                       | Ver candidatos: 1. Juan Carlos Martín 2. María Laura Frei 3. Javier Acevedo 4. Ofelia Irene Stupenengo 5. Santiago Ibarrolaza 6. Daniela Beatriz Agostino 7. Pablo Gustavo Silva 8. María Natalia Rodríguez 9. Pablo Maximiliano Coronel Forastello 10. María Rita Fernández 11. Raúl Hugo Benzo 12. Margot Edith Pérez Bambill 13. Daniel Bruno Bordignon 14. Laura Soledad Buzon 15. Guillermo José Mollar 16. Nancy Lucía Graciela Zoni 17. Juan Daniel Pagliacci 18. María Soledad Bernardi 19. Carlos Miguel Martínez Larrea 20. Lagonegro Karina Fernanda 21. Pedro Osvaldo Casariego 22. María Verel   | 76.034                   | 22,09                    | 7/24                     | 13/46          |
|                       | Nos Une Río Negro                              | 41.370                     | 11,63                      | 3/22                       | Ver candidatos: 1. Pedro Dantas 2. Ana Marks 3. Leandro García 4. Alejandra Mas 5. Miguel Ángel Morai 6. Victoria Alfonso 7. Mauro Tamburrini 8. Adriana Saber 9. Matías Chironi 10. Juana Sánchez 11. Alberto Pacenti 12. Ornela Maglione 13. Federico Ambroggio 14. Beatriz Silva 15. Juan Mandagaran 16. Natalia Yanina Mansilla 17. Ramiro Figueroa 18. María Soledad Crespo 19. Mariano Quiroga 20. Richard Llanqueleo 21. Celestina Juárez 22. Marcelo Alejandro González | 27.319                   | 7,94                     | 2/24                     | 5/46           |
|                       | Vamos con Todos                                | 37.756                     | 10,61                      | 3/22                       | Ver candidatos: 1. Ayelén Spósito 2. José Luis Berros 3. Magdalena Odarda 4. Raúl Norberto Rajneri 5. Jaime Arce 6. Verónica Alicia Lastra 7. Sandra Tamara Schieroni 8. Raúl Gustavo Brigues 9. Amador Rigoberto Lagos Mella 10. María Bárbara Palumbo 11. Cristian Edward Rodicio 12. Vanesa Paola Parra 13. Joaquín Berrud 14. Viviana Margarita Colipe 15. María Angélica Cárdenas 16. Alberto García 17. Mabel Alejandra Vargas 18. Belisario Germán Figueron 19. Silvia Liliana Rojas 20. Francisco Alberto Fiori 21. Fernando Antonio Moledda 22. Olga Beatriz Fernández                               | 38.311                   | 11,13                    | 2/24                     | 5/46           |
|                       | Primero Río Negro                              | 33.187                     | 9,33                       | 2/22                       | Ver candidatos: 1. Elba Yolanda Mansilla 2. César Rafael Domínguez 3. María Gabriela Fernández 4. Patricio Alejandro Ñevín 5. Mariana Lucía Blanc 6. Adrián Marcelo Grau 7. Flavia Gómez Sáez 8. Adolfo Andreoli 9. Emilse Lizet Olaguibet 10. Fernando Jorgensen 11. Florentina Quiñenao 12. Gustavo Cataldo 13. Juana Elvira Cader 14. Rafael Cea 15. Julieta Henríquez 16. Omar Alberto Alí 17. Roberta María Luengo 18. Nicolás Gastón Díaz 19. Silvina Natalia Cofre 20. Roberto Hernández 21. Grey Estefanía Rivera 22. José Ariel Mellado                                                              | 33.209                   | 9,65                     | 0/24                     | 2/46           |
|                       | Unión Cívica Radical                           | 27.639                     | 7,77                       | 2/22                       | Ver candidatos: 1. Lorena Matzen 2. Ariel Bernatene 3. Paola Casadei 4. Ariel Cárdenas 5. Mónica Beatriz Martínez 6. Alejandro Pozas 7. Viviana Marisel Cuevas 8. Rubén Uriel Aguilar 9. Yanina Cintia Escobar 10. Ulises Terbay 11. Félix Bustos 12. Patricia Claudia Pérez 13. Silvana Laura Campetella 14. Eduardo Altube 15. Agustina Madariaga 16. Norberto Antonio Soto 17. Ezequiel Temi 18. Eva Rubilar 19. Roberta Martini 20. Daniel Alberto Telechea 21. Mario Enrique Torres Santos 22. Yolanda Aurora Feliciano                                                                                  | 23.267                   | 6,76                     | 0/24                     | 2/46           |
|                       | Unidad Para La Victoria                        | 16.525                     | 4,65                       | 0/22                       | Ver candidatos: 1. Julio César Accavallo 2. María Cecilia Peña 3. Ruperto Alfredo Rodríguez 4. Azucena del Valle Rapiman 5. Luis Alberto Parra 6. Carolina Ramona Báez 7. José Roque Rodríguez 8. Griselda Edith Carrasco 9. Bruno Santa Cruz 10. Gloria Beatriz Rodríguez 11. Ricardo Antenor Toro 12. Marisa Paola Miranda 13. Gustavo Fabricio Hubert 14. María Cristina Bay 15. Federico Guillermo Kessler 16. Dina Elia Mansilla Comigual 17. Sergio Omar Vázquez 18. Estela Laura Salinas 19. Osvaldo Andrés Gentile 20. Miriam del Carmen Estrabeau 21. Franco David Sonzogni 22. Adriana Dina Bianchi | 16.975                   | 4,93                     | 0/24                     | 0/46           |
|                       | Somos Unidad Popular y Social                  | 11.645                     | 3,27                       | 0/22                       | Ver candidatos: 1. Carolina Andrea Suárez 2. Mateo Canosa 3. Lidia Gómez 4. Fabián Tummino 5. Claudia Reyes 6. Raúl Fernández 7. Fernanda Curaqueo 8. Rubén Pandiani 9. Selva Sánchez 10. Orlando Báez 11. Natalia Ziede 12. Darío Di Franco 13. Carolina Manquelef 14. Abel Quinteros 15. Ana Vila Rojas 16. Edgardo Alberto Padilla 17. Marylin Calquin 18. René González 19. Claudia Lara 20. Agustín González 21. Nora Inés Curapil 22. Marcos Romero | 11.500                   | 3,34                     | 0/24                     | 0/46           |
|                       | Frente de Izquierda y de Trabajadores - Unidad | 10.941                     | 3,08                       | 0/22                       | Ver candidatos: 1. Jeremías Zalazar 2. Alhue Bay Gabuzzo 3. Gabriel Adrián Musa 4. Paula Roxana Gramajo 5. Hugo Ramón Soul 6. María Victoria Dergo 7. Azul Quirno Costa 8. Matías Facundo Britos 9. Armando Ángel Aligia 10. Rosario Paulic 11. Enrique Antonio Romero 12. Cecilia Paola Chavero 13. Astrid Mariana Bengtsson 14. Jorge David Paulic 15. Laura Romina Santillán 16. Carlos Alberto Castro 17. Pablo Luis Fernández 18. Jennifer Melisa Carrera 19. Ernesto Arnaldo Aranda 20. Ivanna Vanesa Albornoz 21. Mariano Romero Díaz 22. Sandra Alejandra Lorca                                       | 10.153                   | 2,95                     | 0/24                     | 0/46           |
|                       | Podemos Proyectar Río Negro                    | 6.226                      | 1,75                       | 0/22                       | Ver candidatos: 1. Claudio Lueiro 2. Rina Marta González 3. Aldo Zamboni 4. Andrea Alejandra Martín 5. Amado Miguel Fernández 6. Fernanda Giselle Sanhueza 7. Alejandro Esteban Popovici 8. Julieta Salvatierra 9. Ángel Leonel Montibeller 10. Miriam Andrea Guzmán 11. Alejandro Javier García 12. Cristina Silvia González 13. Manuel Jesús Huenchupan 14. Eliana Urbelis 15. Roberto Walter Ortega 16. María Evelin Soto Moris 17. Mario Gabriel Cheminet 18. María Marta Jautelo 19. Alejandro Picuntureo 20. Mirta Soledad Soto Vargas 21. Sergio Horacio Rosas 22. Ailén Tamara Criado                 | 6.276                    | 1,82                     | 0/24                     | 0/46           |
|                       | Nuevo Movimiento al Socialismo                 | 5.045                      | 1,42                       | 0/22                       | Ver candidatos: 1. Aquiles Añazco Nieto 2. Elena Beatriz Correa 3. Jorge Carlos Canavero 4. Melisa Susana Nagahama 5. Leonardo Horacio Araneda 6. Natacha Gómez 7. Osvaldo Molina 8. Florencia Micaela Acosta 9. Gustavo Raúl Lehner 10. Andrea Alejandra Mancardo 11. José Martín Schiappa Pietra 12. Valeria Andrea Nagahama 13. José Guillermo García 14. Silveria Huencho Alarcón 15. Carmelo Scala 16. Luisa Nilda Canero 17. Marcelo Christiansen 18. Olga Elizabeth del Castillo 19. Ricardo Omar Chávez 20. Malva Laura Christiansen 21. Sergio Fernando Lobo 22. Dora Beatriz Rivera                 | —                        | —                        | —                        | 0/46           |
| Votos afirmativos     | Votos afirmativos                              | 355.693                    | 88,70                      |                            | | 344.203                  | 86,00                    |                          |                |
| Votos en blanco       | Votos en blanco                                | 35.250                     | 8,79                       | 46.028                     | 11,50 |                          |                          |                          |                |
| Votos nulos           | Votos nulos                                    | 10.050                     | 2,51                       | 9.996                      | 2,50 |                          |                          |                          |                |
| Participación         | Participación                                  | 400.993                    | 68,05                      | 400.227                    | 67,92 |                          |                          |                          |                |
| Electores registrados | Electores registrados                          | 589.251                    | 100                        | 589.251                    | 100 |                          |                          |                          |                |
| Fuente:               |                                                |                            |                            |                            | |                          |                          |                          |                |

#### Resultados por circuitos electorales
|  | 26,61 % |

|  | 21,05 % |

|  | 18,78 % |

|  | 11,54 % |

|  | 8,70 % |

|  | 4,89 % |

|  | 4,45 % |

|  | 2,71 % |

|  | 1,26 % |

|  | 89,12 % |

|  | 8,39 % |

|  | 2,48 % |

|  | 72,49 % |

|  | 100 % |

|  | 27,31 % |

|  | 19,43 % |

|  | 19,20 % |

|  | 10,88 % |

|  | 6,33 % |

|  | 5,17 % |

|  | 4,29 % |

|  | 3,42 % |

|  | 2,66 % |

|  | 1,30 % |

|  | 85,87 % |

|  | 11,75 % |

|  | 2,38 % |

|  | 68,51 % |

|  | 100 % |

|  | 30,25 % |

|  | 30,18 % |

|  | 13,40 % |

|  | 11,34 % |

|  | 5,96 % |

|  | 3,49 % |

|  | 2,61 % |

|  | 1,77 % |

|  | 1,00 % |

|  | 85,87 % |

|  | 11,84 % |

|  | 2,29 % |

|  | 72,13 % |

|  | 100 % |

|  | 25,78 % |

|  | 19,63 % |

|  | 10,28 % |

|  | 9,75 % |

|  | 8,86 % |

|  | 6,43 % |

|  | 5,87 % |

|  | 5,33 % |

|  | 4,26 % |

|  | 3,81 % |

|  | 87,93 % |

|  | 8,69 % |

|  | 3,38 % |

|  | 61,69 % |

|  | 100 % |

|  | 41,27 % |

|  | 19,11 % |

|  | 10,83 % |

|  | 9,22 % |

|  | 7,15 % |

|  | 6,83 % |

|  | 4,02 % |

|  | 1,57 % |

|  | 77,52 % |

|  | 20,65 % |

|  | 1,83 % |

|  | 64,68 % |

|  | 100 % |

|  | 42,71 % |

|  | 17,46 % |

|  | 15,69 % |

|  | 7,51 % |

|  | 7,07 % |

|  | 5,38 % |

|  | 3,71 % |

|  | 0,47 % |

|  | 90,31 % |

|  | 8,40 % |

|  | 1,29 % |

|  | 69,83 % |

|  | 100 % |

|  | 36,95 % |

|  | 18,97 % |

|  | 12,80 % |

|  | 9,10 % |

|  | 7,89 % |

|  | 7,46 % |

|  | 3,42 % |

|  | 2,02 % |

|  | 1,39 % |

|  | 81,36 % |

|  | 16,53 % |

|  | 2,11 % |

|  | 63,99 % |

|  | 100 % |

|  | 24,68 % |

|  | 17,82 % |

|  | 17,37 % |

|  | 13,95 % |

|  | 13,73 % |

|  | 6,10 % |

|  | 5,57 % |

|  | 0,78 % |

|  | 83,41 % |

|  | 14,31 % |

|  | 2,28 % |

|  | 69,70 % |

|  | 100 % |